# Java数据库连接
Java数据库连接，（Java Database Connectivity，简称）是Java语言中用来规范客户端程序如何来访问数据库的应用程序接口，提供了诸如查询和更新数据库中数据的方法。JDBC也是Sun Microsystems的商标。JDBC是面向关系型数据库的。
在J2SE中，提供了一个称之为JDBC-ODBC桥（JDBC-ODBC Bridge）的API。通过ODBC，JDBC-ODBC桥驱动程序可以访问所有支持ODBC的关系型数据库。与JDBC API不同的是，这个驱动程序并不是由Java代码而是由機器碼（machine code）编写，并且不是开放源代码的。

## 驱动程序类型
JDBC驱动程序共分四种类型：

### 类型1：JDBC-ODBC桥
这种类型的驱动把所有JDBC的调用传递给ODBC，再让后者调用数据库本地驱动代码（也就是数据库厂商提供的数据库操作二进制代码库，例如Oracle中的oci.dll）。
优点：
- 只要有对应的ODBC驱动（大部分数据库厂商都会提供），几乎可以访问所有的数据库。

缺点：
- 执行效率比较低，不适合大数据量存取的应用；
- 由于需要客户端预装对应的ODBC驱动，不适合Internet/Intranet应用。

### 类型2：本地API驱动
这种类型的驱动通过客户端加载数据库厂商提供的本地代码库（C／C++等）来访问数据库，而在驱动程序中则包含了Java代码。
优点：
- 速度快于第一类驱动（但仍比不上第3、第4类驱动）。

缺点
- 由于需要客户端预装对应的数据库厂商代码库，仍不适合Internet/Intranet应用。

### 类型3：网络协议驱动
这种类型的驱动给客户端提供了一个网络API，客户端上的JDBC驱动程序使用套接字（Socket）来调用服务器上的中间件程序，后者在将其请求转化为所需的具体API调用。
优点：
- 不需要在客户端加载数据库厂商提供的代码库，单个驱动程序可以对多个数据库进行访问，可扩展性较好。

缺点：
- 在中间件层仍需对最终数据进行配置；
- 由于多出一个中间件层，速度不如第四类驱动程序。

### 类型4：本地协议驱动
这种类型的驱动使用Socket，直接在客户端和数据库间通信。
优点：
- 访问速度最快；
- 这是最直接、最纯粹的Java实现。

缺点：
- 几乎只有数据库厂商自己才能提供这种类型的JDBC驱动。
- 需要针对不同的数据库使用不同的驱动程序。

## API概述
参看Java SE以及java.sql API
JDBC API主要位于JDK中的java.sql包中（之后扩展的内容位于javax.sql包中），主要包括（斜体代表接口，需驱动程序提供者来具体实现）：
- DriverManager：负责加载各种不同驱动程序（Driver），并根据不同的请求，向调用者返回相应的数据库连接（Connection）。
- Driver：驱动程序，会将自身加载到DriverManager中去，并处理相应的请求并返回相应的数据库连接（Connection）。
- Connection：数据库连接，负责进行与数据库间的通讯，SQL执行以及事务处理都是在某个特定Connection环境中进行的。可以产生用以执行SQL的Statement。
- Statement：用以执行SQL查询和更新（针对静态SQL语句和单次执行）。
- PreparedStatement：用以执行包含动态参数的SQL查询和更新（在服务器端编译，允许重复执行以提高效率）。
- CallableStatement：用以调用数据库中的存储过程。
- SQLException：代表在数据库连接的建立和关闭和SQL语句的执行过程中发生了例外情况（即错误）。

### 数据类型的映射
| SQL类型       | Java类型             |
| ------------- | -------------------- |
| CHAR          | java.lang.String     |
| VARCHAR       | java.lang.String     |
| LONGVARCHAR   | java.lang.String     |
| NUMERIC       | java.math.BigDecimal |
| DECIMAL       | java.math.BigDecimal |
| BIT           | boolean              |
| TINYINT       | byte                 |
| SMALLINT      | short                |
| INTEGER       | int                  |
| BIGINT        | long                 |
| REAL          | float                |
| FLOAT         | double               |
| DOUBLE        | double               |
| BINARY        | byte[]               |
| VARBINARY     | byte[]               |
| LONGVARBINARY | byte[]               |
| DATE          | java.sql.Date        |
| TIME          | java.sql.Time        |
| TIMESTAMP     | java.sql.Timestamp   |
| BLOB          | java.sql.Blob        |
| CLOB          | java.sql.Clob        |
| Array         | java.sql.Array       |
| REF           | java.sql.Ref         |
| Struct        | java.sql.Struct      |

注：这种类型匹配不是强制性标准，特定的JDBC厂商可能会改变这种类型匹配。例如Oracle中的DATE类型是包含时分秒，而java.sql.Date仅仅支持年月日。

## 例子
利用Class.forName()方法來加载JDBC驅動程序（Driver）至DriverManager：
```
Class
.
forName
(
 
"com.somejdbcvendor.TheirJdbcDriver"
 
);

```

然後，从DriverManager中，通過JDBC URL，用户名，密碼來獲取相應的資料庫連接（Connection）：
```
Connection
 
conn
 
=
 
DriverManager
.
getConnection
(
 

      
"jdbc:somejdbcvendor:other data needed by some jdbc vendor"
,
 
// URL

      
"myLogin"
,
 
// 用户名

      
"myPassword"
 
);
 
// 密碼

```

不同的JDBC驅動程序的URL是不同的，它永遠以“jdbc：”開始，但後面的内容依照驅動程序類型不同而各異。在獲取Connection之后，便可以建立Statement用以執行SQL语句。下面是一个插入（INSERT）的例子：
```
 
Statement
 
stmt
 
=
 
conn
.
createStatement
();

 
stmt
.
executeUpdate
(
 
"INSERT INTO MyTable( name ) VALUES ( 'my name' ) "
 
);

```

查詢（SELECT）的结果存放于结果集（ResultSet）中，可以按照顺序依次訪問：
```
 
Statement
 
stmt
 
=
 
conn
.
createStatement
();

 
ResultSet
 
rs
 
=
 
stmt
.
executeQuery
(
 
"SELECT * FROM MyTable"
 
);

 
while
 
(
 
rs
.
next
()
 
)
 
{

     
int
 
numColumns
 
=
 
rs
.
getMetaData
().
getColumnCount
();

     
for
 
(
 
int
 
i
 
=
 
1
 
;
 
i
 
<=
 
numColumns
 
;
 
i
++
 
)
 
{

        
// 與大部分Java API中下標的使用方法不同，字段的下標從1開始

        
// 當然，還有其他很多的方式（ResultSet.getXXX()）獲取數據

        
System
.
out
.
println
(
 
"COLUMN "
 
+
 
i
 
+
 
" = "
 
+
 
rs
.
getObject
(
i
)
 
);

     
}

 
}

 
rs
.
close
();

 
stmt
.
close
();

```

但是，通常，Java程序员们更倾向于使用PreparedStatement。下面的例子使用上例中的conn對象：
```
 
PreparedStatement
 
ps
 
=
 
null
;

 
ResultSet
 
rs
 
=
 
null
;

 
try
 
{

 
ps
 
=
 
conn
.
prepareStatement
(
 
"SELECT i.*, j.* FROM Omega i, Zappa j

      WHERE i = ? AND j = ?"
 
);

 
// 使用問號作为參數的標示

 

 
// 進行參數設置

 
// 與大部分Java API中下标的使用方法不同，字段的下標從1開始，1代表第一个問號

 
// 當然，還有其他很多針對不同類型的類似的PreparedStatement.setXXX()方法

 
ps
.
setString
(
1
,
 
"Poor Yorick"
);

 
ps
.
setInt
(
2
,
 
8008
);

 

 
// 结果集

 
rs
 
=
 
ps
.
executeQuery
();

 
while
 
(
 
rs
.
next
()
 
)
 
{

     
int
 
numColumns
 
=
 
rs
.
getMetaData
().
getColumnCount
();

     
for
 
(
 
int
 
i
 
=
 
1
 
;
 
i
 
<=
 
numColumns
 
;
 
i
++
 
)
 
{

        
// 與大部分Java API中下标的使用方法不同，字段的下標從1開始

        
// 當然，還有其他很多的方式（ResultSet.getXXX()）獲取數據

        
System
.
out
.
println
(
 
"COLUMN "
 
+
 
i
 
+
 
" = "
 
+
 
rs
.
getObject
(
i
)
 
);

     
}

 

 
}

 
catch
 
(
SQLException
 
e
)
 
{

  
// 異常處理

 
}

 
finally
 
{
 
// 使用finally进行资源释放

  
try
 
{

   
rs
.
close
();

   
ps
.
close
();

  
}
 
catch
(
 
SQLException
 
e
){}
 
// 异常處理：忽略close()时的错误

 
}

```

如果数据库操作失败，JDBC将抛出一个SQLException。一般来说，此類異常很少能夠恢復，唯一能做的就是盡可能詳細的打印異常日記。推薦的做法是将SQLException翻譯成應用程序领域相關的異常（非强制處理異常）並最终回滚數據庫和通知用户。
一個數據庫事務代碼如下：
```
boolean
 
autoCommitDefault
 
=
 
conn
.
getAutoCommit
();

try
 
{

    
conn
.
setAutoCommit
(
false
);
 
//关闭自动提交，从而将之后执行的多个SQL语句视为同一个事务（自动提交会使每一个SQL语句执行后提交一次而重新启用新的事务）

 

    
/* 在此基于有事務控制的conn執行你的代碼 */

 

    
conn
.
commit
();
 
//最终提交该次事务的修改

}
 
catch
 
(
Throwable
 
e
)
 
{

    
try
 
{
 

        
conn
.
rollback
();
 
//回退到上一个事务开始时的状态

    
}
 
catch
 
(
Throwable
 
ignore
)
 
{}

    
throw
 
e
;

}
 
finally
 
{

    
try
 
{
 
conn
.
setAutoCommit
(
autoCommitDefault
);
 
}
 
catch
 
(
Throwable
 
ignore
)
 
{}

}

```